# 斯维亚托斯拉夫·雅罗斯拉维奇 (梁赞)
斯维亚托斯拉夫·雅罗斯拉维奇（Святослав Ярославич，？—1145年）古罗斯王公，梁赞公爵（1129年至1143年在位），穆罗姆公爵（1143年至1145年在位）。他被认为是梁赞的第一位王公。
斯维亚托斯拉夫·雅罗斯拉维奇是穆罗姆王公雅罗斯拉夫·斯维亚托斯拉维奇之子。1129年父亲去世后，他得到了梁赞作为封地。1143年，在其兄弟穆罗姆王公尤里·雅罗斯拉维奇去世后，斯维亚托斯拉夫·雅罗斯拉维奇把梁赞让给弟弟、普隆斯克王公罗斯季斯拉夫·雅罗斯拉维奇统治，自己去了穆罗姆领地。
斯维亚托斯拉夫·雅罗斯拉维奇的儿子弗拉基米尔·斯维亚托斯拉维奇的后代成为穆罗姆的历代王公。

## 资料来源
- http://litopys.org.ua/dynasty/dyn28.htm （页面存档备份，存于）

| 前任： 无                | 梁赞公爵 1129~1143   | 繼任： 罗斯季斯拉夫·雅罗斯拉维奇 |
| 前任： 尤里·雅罗斯拉维奇 | 穆罗姆公爵 1143~1145 | 繼任： 罗斯季斯拉夫·雅罗斯拉维奇 |